# René Siegl
René Siegl  (* 20. Juni 1959 in Vöcklabruck) ist österreichischer Betriebswirt und Autor. Er war von 1997 bis 2021 Geschäftsführer der Austrian Business Agency und dabei an der journalistischen Aufdeckung von möglichen Missständen im österreichischen Wirtschaftsministerium beteiligt.

## Leben
René Siegl wurde am 20. Juni 1959 in Vöcklabruck geboren. Er absolvierte von 1978 bis 1984 ein Magisterstudium der Betriebswirtschaft und von 1978 bis 1985 ein Doktoratsstudium in den Rechtswissenschaften. Anschließend war er erst in der Öffentlichkeitsarbeit der Voest Alpine AG in Linz tätig, danach in Wien als Assistent des Personaldirektors des Österreichischen Creditinstituts und in der Öffentlichkeitsarbeit der Girozentrale.
1989 wurde er Redakteur des Wochenmagazins Industrie (heute: iv-Positionen) und 1992 Leiter der Abteilung Öffentlichkeitsarbeit bei der Industriellenvereinigung. 1995 übernahm er die Leitung der Abteilung Marketing und Öffentlichkeitsarbeit des Arbeitsmarktservice Österreichs. Im März 1997 wurde Siegl Geschäftsführer der Austrian Business Agency in Wien. Die Austrian Business Agency (ABA) ist eine Tochtergesellschaft des österreichischen Bundesministeriums für Arbeit und Wirtschaft und die bundesweite Betriebsansiedlungsagentur der Republik Österreich. Sie dient als Anlaufstelle für ausländische Unternehmen, die in Österreich eine eigene Gesellschaft gründen wollen, und bewirbt Österreich bei internationalen Unternehmen, Fachkräften und der Filmindustrie als Standort. Seit 1998 ist die ABA auch Servicestelle für Filmproduktionen in Österreich (Film in Austria, ehemals Location Austria).
Unter seiner Führung wurde die Austrian Business Agency 2009 von der Weltbank zur besten Betriebsansiedlungsagentur weltweit ausgezeichnet. Für seine Verdienste in der Betriebsansiedlung erhielt Siegl 2008 das Große Ehrenzeichen der Republik Österreich.
Mit dem Spruch „Österreich ist das bessere Deutschland“ schuf Siegl während der Regierungszeit von Bundeskanzler Wolfgang Schüssel einen auch in deutschen Medien häufig zitierten Slogan der österreichischen Standortpolitik.
Seit 2018 ist Siegl auch als Autor tätig und veröffentlichte bisher vier Bücher. 2022 begann er als Kolumnist bei dem österreichischen Online-Medium such*stuff wöchentliche Beiträge zu den Themen Wirtschaft und Politik zu veröffentlichen.
Siegl lebt in Wien mit seiner Frau und hat zwei erwachsene Töchter.

## Kontroverse um Siegls Rückzug
Nach Siegls Rückzug als Geschäftsführer im Juni 2021 erschien in der Wiener Wochenzeitung Der Falter eine Reportage über die Umstände der personellen Veränderungen in der Austrian Business Agency. Der Artikel stützte sich auf Recherchen der Autorin Eva Konzett sowie auf Interviews, die sie mit Siegl geführt hatte. Konzett verfolgte darin die Entscheidung über Siegls Nachfolge bis zur Umstrukturierung der ABA im Jahr 2019 zurück, welche sie als politische Einflussnahme durch das Wirtschaftsministerium, insbesondere die Bundesministerin Margarete Schramböck, auf die Personalführung der ABA einordnete. Siegls Geschichte sei Sinnbild “für einen Kollateralschaden des türkisen [Farbe der Österreichischen Volkspartei, ÖVP] Machtsystems, das Ergebenheit vor Expertise stellt.”
Der Fall Siegl reihte sich im Jahr 2021 in eine Serie von Aufdeckungen und Korruptionsvorwürfen gegenüber der österreichischen Bundesregierung, insbesondere der Kanzlerpartei ÖVP, ein. Das angesprochene Bundesministerium und der neue Geschäftsführer der ABA gingen nicht auf die Vorwürfe ein. Die Falter-Reportage wurde hingegen von anderen Medien aufgegriffen und in zwei Folgeartikeln von Eva Konzett fortgesetzt. Eine ähnliche Kritik an der Austrian Business Agency kam 2024 auch vom Österreichischen Rechnungshof.
Siegl selbst verarbeitete seine Perspektive in einem im Selbstverlag erschienenen Buch mit dem Titel “Hasta la vista, Minister: Wie ich die Lust auf meinen Job verlor”.

## Publikationen
- Der Gesandte. Eigenverlag, 2018, ISBN 978-1-7307-3272-0
- Hasta la vista, Minister. Hasta la vista, Minister: Wie ich die Lust auf meinen Job verlor. Eigenverlag, 2021, ISBN 979-8-54123965-2
- 107 Tage Kreta. Aussteigen auf andere Art. Verlag Margarete Tischler, Gols 2021, ISBN 978-3-903370-09-8.
- Stairway to Häfen: Die witzigsten Wiener Polizisten seit “Kottan Ermittelt”. Eigenverlag, 2024, ISBN 979-8323454365